# Nước máy

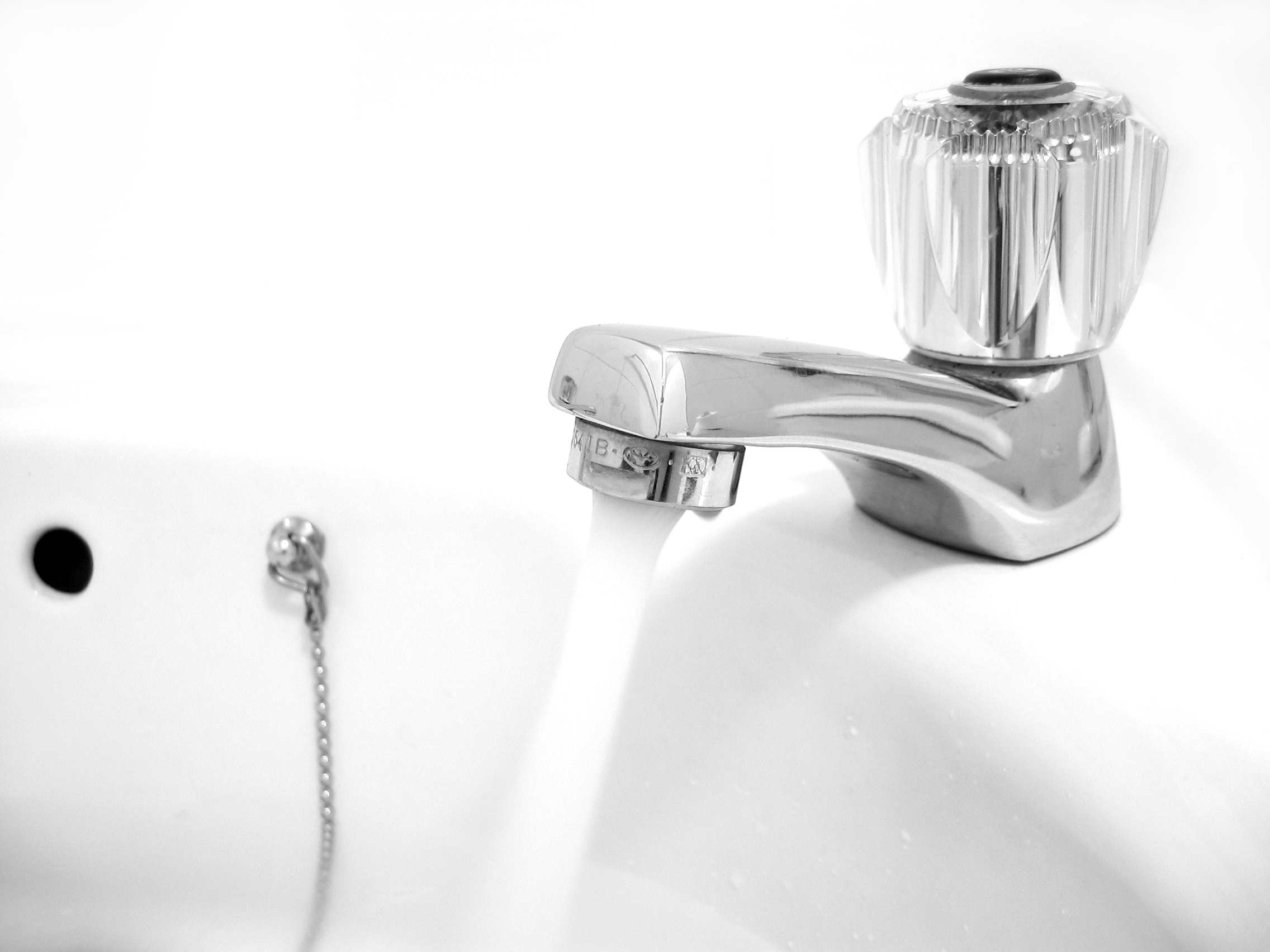
Nước máy được sử dụng thông dụng trong cuộc sống hàng ngày

Nước máy hay nước vòi (hoặc nước phông-tên, từ tiếng Pháp: Fontaine) là những loại nước đã qua xử lý thông qua một hệ thống nhà máy lọc nước với các phương pháp công nghiệp và dùng để cung cấp cho các khu vực đô thị trên thế giới. Loại nước này sau khi qua xử lý tại các nhà máy lọc nước sẽ được đưa vào các đường ống dẫn đước đến nơi tiêu thụ, thông thường điểm cuối cùng của nước máy là các vòi nước. Loại hình nước máy được hình thành và phát triển từ cuối thế kỷ 19, và phổ biến trong thế kỷ 20. Việc áp dụng các công nghệ liên quan trong việc cung cấp sạch cho sinh hoạt, sản xuất và các công trình công cộng là một trong những bước tiến lớn trong việc nâng cao chất lượng cuộc sống.

## Lịch sử
Bằng chứng sớm nhất về nước máy được biết đến là ở vùng Lưỡng Hà vào khoảng 3000 trước công nguyên, sau đó những ống đồng dẫn nước đã được tìm thấy ở Ai Cập khoảng 2500 trước Công Nguyên. Người La Mã đã sử dụng phổ biến đường ống dẫn nước. Trong thời Trung Cổ, sau sự sụp đổ của Đế chế La Mã, hệ thống ống nước hầu như không còn được chú trọng phát triển trong nhiều thế kỷ, ngoại trừ trường hợp những hệ thống ống nước biệt lập được lắp đặt trong cung điện và lâu đài, chủ yếu là phục vụ cho sinh hoạt của tầng lớp quý tộc, địa chủ, quan chức mà không phổ biến đại trà đến công chúng. Sau này một nhà hóa học người Pháp tên là Melouin được cho là phát triển hệ thống trong năm 1742. Sau đó kỷ nguyên công nghiệp đã phát triển và hình thức này thông dụng.

## Sản xuất

Nước máy

Nước máy đã mang lại nhiều lợi ích về sức khỏe cộng đồng nó thường làm giảm nguy cơ mắc các bệnh truyền qua nước. Cung cấp nước máy cho người dân đô thị, ngoại ô lớn đòi hỏi một hệ thống phức tạp và phải được thiết kế cẩn thận, việc thu thập, lưu trữ, xử lý và phân phối, và thường là trách nhiệm của các cơ quan, chính phủ, thường là cơ quan cùng chịu trách nhiệm cho việc loại bỏ và xử lý nước thải. Hợp chất hóa học thường được thêm vào để khai thác nước trong quá trình chuyển hóa để điều chỉnh độ pH hoặc loại bỏ các chất gây ô nhiễm, cũng như dùng clo để tiêu diệt các độc tố sinh học.
Tuy vậy, nước máy vẫn còn dễ bị ô nhiễm sinh học hoặc hóa học đặc biệt là việc ô nhiễm được cho là nguy hiểm cho sức khỏe cộng đồng. Trong trường hợp của ô nhiễm sinh học, người dân thường được khuyên nên đun sôi nước trước khi dùng hoặc sử dụng nước đóng chai hay nước lọc (nước đóng thùng) để thay thế. Trong trường hợp của ô nhiễm hóa chất, người dân có thể được khuyên không tiêu thụ nước máy cho đến khi vấn đề hoàn toàn được giải quyết. Trong một số trường hợp một hợp chất của fluoride được thêm vào nước trong một nỗ lực để cải thiện vệ sinh răng miệng trong cộng đồng.

## Cung cấp
Nguồn cung cấp có thể đến từ nhiều hình thức khác nhau có thể là
- Nguồn cung cấp nước đô thị
- Giếng nước
- Chuyên chở bằng xe tải
- Sản xuất nước từ lạch, suối, sông, hồ, nước mưa, vv